# Marcelo Zormann
Marcelo Zormann da Silva (* 10. Juni 1996 in Lins, São Paulo) ist ein brasilianischer Tennisspieler.

## Karriere
Zormann spielte bis 2014 auf der ITF Junior Tour. Dort konnte er mit Rang 12 seine höchste Notierung in der Jugend-Rangliste erreichen. Bei den Grand-Slam-Turnieren war er vor allem im Doppel erfolgreich. Im Einzel konnte er bei den French Open mit dem Viertelfinale sein bestes Resultat erzielen. Im Doppel schaffte er bei den French Open im selben Jahr und den US Open 2013 jeweils den Viertelfinaleinzug. An der Seite von Orlando Luz gewann er in Wimbledon den Titel. Ebenfalls mit Luz gewann Zormann auch die Goldmedaille bei den Olympischen Jugend-Sommerspielen 2014 im Jungendoppel, indem sie die russische Paarung Karen Chatschanow und Andrei Rubljow besiegten. Im Einzel war er in der ersten Runde, im Mixed im Viertelfinale ausgeschieden. Einen weiteren Titel gewann die Paarung 2013 bei den Porto Alegre Junior Championships.
Bei den Profis spielte Zormann ab 2014 regelmäßig auf der drittklassigen ITF Future Tour. Schon 2013 hatte er dort sein erstes Doppel-Finale sowie im Einzel den ersten Titel erreichen können. 2014 stand er in einem weiteren Einzel-Finale und im Doppel in Campinas erstmals im Halbfinale eines Turniers der ATP Challenger Tour, wo er dank einer Wildcard teilnehmen konnte. 2015 gelang Zorman in Santos auch im Einzel sein erster Challenger-Matcherfolg, er schied aber in der zweiten Runde aus. Er gewann zudem seinen zweiten Future-Titel im Einzel und zog bis Ende des Jahres in die Top 600 der Weltrangliste ein. Im Doppel gewann er drei Futures und stand in Porto Alegre das zweite Mal in einem Challenger-Halbfinale. Auch im Doppel zog er so in die Top 600 ein. 2016 gewann er seinen dritten und bis dato letzten Future-Titel und er konnte sich für einige Challengers qualifizieren, kam aber nie über die zweite Runde hinaus. Sein Karrierehoch von Platz 467 erreichte er Mitte des Jahres. Im Doppel gelangen dem Brasilianer leichte Verbesserungen. 2016 gewann er vier Futures, 2017 fünf weitere und 2018 nochmal drei Future-Turniere. Zwischenzeitlich hatte er so Rang 264 und damit sein Karrierehoch im Doppel erreicht. Turnierteilnahmen an Challenger blieben aus.
Ende 2018 pausierte Zormann seine Karriere für drei Jahre und begann erst Ende 2021 wieder Turniere zu spielen. Im Doppel erreichte er seit der Pause zwei Future-Finals.

## Erfolge
| Legende (Anzahl der Siege) |
| Grand Slam                 |
| ATP Finals                 |
| ATP Tour Masters 1000      |
| ATP Tour 500               |
| ATP Tour 250               |
| ATP Challenger Tour (6)    |

### Doppel

#### Turniersiege
| Nr. | Datum            | Turnier                  | Belag | Partner          | Finalgegner                         | Ergebnis           |
| --- | ---------------- | ------------------------ | ----- | ---------------- | ----------------------------------- | ------------------ |
| 1.  | 22. Januar 2023  | Piracicaba               | Sand  | Orlando Luz      | Andrea Collarini Renzo Olivo        | kampflos           |
| 2.  | 15. Juli 2023    | San Benedetto del Tronto | Sand  | Fernando Romboli | Diego Hidalgo Cristian Rodríguez    | 6:3, 6:4           |
| 3.  | 19. August 2023  | Todi                     | Sand  | Fernando Romboli | Román Andrés Burruchaga Orlando Luz | 6:713, 6:4, [10:5] |
| 4.  | 16. März 2024    | Santiago de Chile        | Sand  | Fernando Romboli | Boris Arias Federico Zeballos       | 7:65, 6:4          |
| 5.  | 22. Juni 2024    | Posen                    | Sand  | Orlando Luz      | Jakob Schnaitter Mark Wallner       | 5:7, 6:2, [10:6]   |
| 6.  | 12. Oktober 2024 | Villa María              | Sand  | Orlando Luz      | Boris Arias Federico Zeballos       | 0:6, 6:3, [10:4]   |